# 18.º governo da Monarquia Constitucional
O 18.º governo da Monarquia Constitucional, ou 4.º governo da restauração da Carta, nomeado a 18 de junho de 1849 e exonerado a 26 de abril de 1851, foi presidido por António Bernardo da Costa Cabral, conde de Tomar, se bem que o cargo de presidente do Conselho de Ministros ainda não estava juridicamente definido.
A sua constituição era a seguinte:
| Cargo                                                                   | Detentor | Detentor                                          | Período                                      |
| ----------------------------------------------------------------------- | -------- | ------------------------------------------------- | -------------------------------------------- |
| Presidente do Conselho de Ministros                                     |          | Conde de Tomar (1803–1889)                        | 18 de junho de 1849 a 26 de abril de 1851    |
| Ministro e Secretário de Estado dos Negócios do Reino                   |          | Conde de Tomar (1803–1889)                        | 18 de junho de 1849 a 26 de abril de 1851    |
| Ministro e Secretário de Estado dos Negócios do Reino                   |          | Félix Pereira de Magalhães (interino) (1794–1878) | 7 de agosto de 1850 a 23 de setembro de 1850 |
| Ministro e Secretário de Estado dos Negócios Eclesiásticos e de Justiça |          | Félix Pereira de Magalhães (1794–1878)            | 18 de junho de 1849 a 26 de abril de 1851    |
| Ministro e Secretário de Estado dos Negócios da Fazenda                 |          | António José de Ávila (1807–1881)                 | 18 de junho de 1849 a 26 de abril de 1851    |
| Ministro e Secretário de Estado dos Negócios da Guerra                  |          | Adriano Ferreri (1798–1860)                       | 18 de junho de 1849 a 27 de abril de 1851    |
| Ministro e Secretário de Estado dos Negócios da Marinha e Ultramar      |          | Flórido Rodrigues Pereira Ferraz (1790–1862)      | 18 de junho de 1849 a 26 de abril de 1851    |
| Ministro e Secretário de Estado dos Negócios Estrangeiros               |          | Conde de Tojal (1788–1852)                        | 18 de junho de 1849 a 26 de abril de 1851    |